# Eurygastor montanus
Eurygastor montanus là một loài chân đều trong họ Philosciidae. Loài này được Vandel miêu tả khoa học năm 1973.